# Cheilopogon atrisignis
Cheilopogon atrisignis es una especie de pez del género Cheilopogon, familia Exocoetidae. Fue descrita científicamente por Jenkins en 1903.
Se distribuye por el Indo-Pacífico: Somalia y Madagascar hasta las islas Revillagigedo y Galápagos en el Pacífico Oriental. La longitud estándar (SL) es de 33 centímetros. Habita en aguas neríticas y oceánicas. Puede alcanzar los 10 metros de profundidad.
Está clasificada como una especie marina inofensiva para el ser humano.